# آبشار مک داتو
آبشار مک داتو (به انگلیسی: Meke Datu) آبشاری است که در کارناتاکا، هند واقع شده و ارتفاع کلی ریزشگاه آن ۱۲ متر است.